# Лоссе (Альтмарк)
Лоссе (нем. Losse) — община в Германии, в земле Саксония-Анхальт.
Входит в состав района Штендаль. Подчиняется управлению Зеехаузен (Альтмарк). Население составляет 124 человека (на 31 декабря 2006 года). Занимает площадь 8,90 км².